# Zone di protezione speciale dell'Emilia-Romagna
Le zone di protezione speciale dell'Emilia-Romagna, individuate in base alla Direttiva Uccelli (Direttiva 2009/147/CE) e appartenenti alla rete Natura 2000, sono 87 e comprendono circa 187 564 ettari equivalenti al 8,35% della superficie terrestre della regione.

## Zone di protezione speciale
| Definizione dell'area                                                                       | Immagine | Codice Natura 2000 | Sup. (ha)            | Coordinate                  | Note |
| ------------------------------------------------------------------------------------------- | -------- | ------------------ | -------------------- | --------------------------- | --- |
| Abetina Reale, Alta Val Dolo                                                                |          | IT4030005          | 3440                 | 44°15′49″N 10°27′30″E       | È anche SIC |
| Cascata dell'Acquacheta                                                                     |          | IT4080002          | 1654                 | 44°01′19″N 11°41′44″E       | È anche SIC |
| Alpesigola, Sasso Tignoso e Monte Cantiere                                                  |          | IT4040005          | 3762                 | 44°14′44″N 10°34′42″E       | È anche SIC |
| Aree delle risorgive di Viarolo, Bacini di Torrile, Fascia golenale del Po                  |          | IT4020017          | 2622                 | 44°55′47″N 10°19′19″E       | |
| Bacini di Conselice                                                                         |          | IT4070019          | 21                   | 44°33′52.2″N 11°53′18.32″E  | |
| Bacini di Jolanda di Savoia                                                                 |          | IT4060014          | 45                   | 44°52′19.14″N 11°59′45.09″E | |
| Bacini di Massa Lombarda                                                                    |          | IT4070023          | 42                   | 44°28′35.71″N 11°47′52.81″E | |
| Bacini di Russi e Fiume Lamone                                                              |          | IT4070022          | 132                  | 44°23′09.89″N 12°00′40.87″E | È anche SIC |
| Bacini ex - zuccherificio di Mezzano                                                        |          | IT4070020          | 39                   | 44°27′46.79″N 12°06′17.72″E | |
| Bacini ex-zuccherificio di Argelato e Golena del Fiume Reno                                 |          | IT4050026          | 314                  | 44°38′53.34″N 11°18′22.72″E | |
| Bacino dell'ex-fornace di Cotignola e Fiume Senio                                           |          | IT4070027          | 20                   | 44°22′30.08″N 11°54′58″E    | È anche SIC |
| Bardello                                                                                    |          | IT4070002          | 100                  | 44°32′18″N 12°14′17″E       | È anche SIC |
| Basso Taro                                                                                  |          | IT4020022          | 1005                 | 44°58′53.4″N 10°13′56.64″E  | È anche SIC |
| Basso Trebbia                                                                               |          | IT4010016          | 1336                 | 44°59′15″N 9°35′30″E        | È anche SIC |
| Biotopi di Alfonsine e Fiume Reno                                                           |          | IT4070021          | 472                  | 44°31′28″N 11°58′11″E       | È anche SIC |
| Biotopi e Ripristini ambientali di Bentivoglio, S. Pietro in Casale, Malalbergo e Baricella |          | IT4050024          | 3206                 | 44°41′12.84″N 11°35′57.84″E | È anche SIC |
| Biotopi e Ripristini ambientali di Budrio e Minerbio                                        |          | IT4050023          | 875                  | 44°37′06.96″N 11°33′55.08″E | È anche SIC |
| Biotopi e Ripristini ambientali di Crevalcore                                               |          | IT4050025          | 699                  | 44°43′02.28″N 11°11′25.13″E | |
| Biotopi e Ripristini ambientali di Medicina e Molinella                                     |          | IT4050022          | 4021                 | 44°33′42.12″N 11°41′44.16″E | È anche SIC |
| Boschi di San Luca e Destra Reno                                                            |          | IT4050029          | 1953                 | 44°28′21″N 11°17′08.16″E    | È anche SIC |
| Bosco della Mesola, Bosco Panfilia, Bosco di Santa Giustina, Valle Falce, La Goara          |          | IT4060015          | 1563                 | 44°52′33.96″N 12°15′50.04″E | È anche SIC |
| Bosco di Volano                                                                             |          | IT4060007          | 400                  | 44°46′55″N 12°15′35″E       | È anche SIC |
| cassa di espansione del fiume Panaro                                                        |          | IT4040011          | 276                  | 44°35′45″N 11°00′08″E       | È anche SIC |
| cassa di espansione del torrente Samoggia                                                   |          | IT4050031          | 145                  | 44°35′51″N 11°11′59.64″E    | È anche SIC |
| cassa di espansione del Tresinaro                                                           |          | IT4030019          | 137                  | 44°50′45.87″N 10°50′01.57″E | |
| cassa di espansione Dosolo                                                                  |          | IT4050030          | 62                   | 44°38′49.7″N 11°16′00.24″E  | |
| casse di espansione del Secchia                                                             |          | IT4030011          | 277                  | 44°39′37″N 10°48′32″E       | È anche SIC |
| conoide del Nure e Bosco di Fornace vecchia                                                 |          | IT4010017          | 580                  | 44°55′13″N 9°41′57″E        | È anche SIC |
| Contrafforte Pliocenico                                                                     |          | IT4050012          | 2627                 | 44°20′29.04″N 11°18′39.96″E | È anche SIC. Si sovrappone in parte (28%) alla Riserva naturale Contrafforte Pliocenico                                   |
| parco regionale del Corno alle Scale                                                        |          | IT4050002          | 4974.49, 2560 e 4578 | 44°08′20.04″N 10°51′09.72″E | È anche SIC |
| Crinale dell'Appennino parmense                                                             |          | IT4020020          | 5281                 | 44°23′22″N 10°04′01″E       | È anche SIC |
| Cronovilla                                                                                  |          | IT4020027          | 92                   | 44°39′28.8″N 10°24′42.84″E  | È anche SIC |
| dune di Massenzatica                                                                        |          | IT4060010          | 52                   | 44°53′54″N 12°09′52″E       | È anche SIC |
| dune di San Giuseppe                                                                        |          | IT4060012          | 73                   | 44°43′49″N 12°14′29″E       | È anche SIC |
| Fiume Marecchia a Ponte Messa                                                               |          | IT4090005          | 265                  | 43°48′52″N 12°13′48″E       | È anche SIC |
| Fiume Po da Rio Boriacco a Bosco Ospizio                                                    |          | IT4010018          | 6151                 | 45°05′45″N 9°45′46″E        | È anche SIC |
| Fiume Po da Stellata a Mesola e Cavo Napoleonico                                            |          | IT4060016          | 3140                 | 44°54′43″N 11°34′51″E       | È anche SIC |
| Fontanili di Gattatico e Fiume Enza                                                         |          | IT4030023          | 773                  | 44°43′48″N 10°26′18.96″E    | È anche SIC |
| Foresta di Campigna, Foresta la Lama, Monte Falco                                           |          | IT4080001          | 4041                 | 43°50′13″N 11°50′02″E       | È anche SIC. Completamente compresa nel Parco nazionale delle Foreste Casentinesi, Monte Falterona e Campigna             |
| Garzaia dello zuccherificio di Codigoro e Po di Volano                                      |          | IT4060011          | 184                  | 44°50′03.26″N 12°03′56.8″E  | |
| Gessi Bolognesi, Calanchi dell'Abbadessa                                                    |          | IT4050001          | 4296                 | 44°25′24.96″N 11°25′15.96″E | È anche SIC. Si sovrappone parzialmente (87%) al Parco regionale dei Gessi Bolognesi e Calanchi dell'Abbadessa            |
| Golena del Po di Gualtieri, Guastalla e Luzzara                                             |          | IT4030020          | 1131                 | 44°56′58″N 10°39′36″E       | È anche SIC |
| Golena del Po presso Zibello                                                                |          | IT4020019          | 336                  | 45°01′51.73″N 10°08′30.21″E | |
| La Bora                                                                                     |          | IT4050019          | 40                   | 44°37′53.04″N 11°12′16.92″E | È anche SIC |
| Le Meleghine                                                                                |          | IT4040018          | 327                  | 44°52′59.88″N 11°15′16.57″E | |
| Manzolino                                                                                   |          | IT4040009          | 326                  | 44°36′51″N 11°07′53″E       | È anche SIC |
| Medio Taro                                                                                  |          | IT4020021          | 3810                 | 44°44′30.84″N 10°10′30″E    | È anche SIC. Si sovrappone parzialmente (81%) con il Parco fluviale regionale del Taro                                    |
| Monte Acuto, Alpe di Succiso                                                                |          | IT4030001          | 3254                 | 44°20′54″N 10°11′19″E       | È anche SIC |
| Monte Cimone, Libro Aperto, Lago di Pratignano                                              |          | IT4040001          | 5174                 | 44°10′27″N 10°43′08″E       | È anche SIC. Quasi completamente compresa nel Parco regionale dell'Alto Appennino Modenese                                |
| Monte dei Cucchi, Pian di Balestra                                                          |          | IT4050032          | 2449                 | 44°10′53.04″N 11°15′16.2″E  | È anche SIC |
| Monte Gemelli, Monte Guffone                                                                |          | IT4080003          | 13350                | 43°56′56″N 11°44′19″E       | È anche SIC. Quasi completamente (97%) compresa nel Parco nazionale delle Foreste Casentinesi, Monte Falterona e Campigna |
| Monte la Nuda, Cima Belfiore, Passo del Cerreto                                             |          | IT4030003          | 3470                 | 44°18′46″N 10°16′45″E       | È anche SIC |
| Monte Prado                                                                                 |          | IT4030006          | 618                  | 44°15′39″N 10°24′08″E       | È anche SIC |
| Monte Radicchio, Rupe di Calvenzano                                                         |          | IT4050014          | 1382                 | 44°19′15″N 11°07′37″E       | È anche SIC |
| Monte Rondinaio, Monte Giovo                                                                |          | IT4040002          | 4848                 | 44°09′14″N 10°34′26″E       | È anche SIC |
| Monte Ventasso                                                                              |          | IT4030002          | 2913                 | 44°23′06″N 10°17′35″E       | È anche SIC |
| Monte Vigese                                                                                |          | IT4050013          | 618                  | 44°12′46″N 11°05′38″E       | È anche SIC |
| Ortazzo, Ortazzino, Foce del Torrente Bevano                                                |          | IT4070009          | 1255                 | 44°20′29.13″N 12°18′15.89″E | È anche SIC |
| Parma Morta                                                                                 |          | IT4020025          | 601                  | 44°55′23.88″N 10°27′47.88″E | È anche SIC |
| Pialassa dei Piomboni                                                                       |          | IT4070006          | 464                  | 44°27′54″N 12°16′31″E       | È anche SIC |
| Pialasse Baiona, Risega e Pontazzo                                                          |          | IT4070004          | 1596                 | 44°30′18″N 12°15′24″E       | È anche SIC |
| pineta di Casalborsetti, pineta Staggioni, duna di Porto Corsini                            |          | IT4070005          | 578                  | 44°32′12″N 12°16′42″E       | È anche SIC |
| pineta di Classe                                                                            |          | IT4070010          | 1082                 | 44°20′40.56″N 12°17′01.48″E | È anche SIC |
| pineta di San Vitale, Bassa del Pirottolo                                                   |          | IT4070003          | 1222                 | 44°30′37″N 12°14′07″E       | È anche SIC |
| Po di Primaro e Bacini di Traghetto                                                         |          | IT4060017          | 1434                 | 44°38′32.2″N 11°42′46.09″E  | |
| Prati e Ripristini ambientali di Frescarolo e Samboseto                                     |          | IT4020018          | 1245                 | 44°58′54.45″N 10°08′25.75″E | |
| Punta Alberete, Valle Mandriole                                                             |          | IT4070001          | 972                  | 44°31′31″N 12°13′08″E       | È anche SIC |
| Rupi e Gessi della Valmarecchia                                                             |          | IT4090003          | 2526                 | 43°53′57.84″N 12°18′06.84″E | È anche SIC |
| Sacca di Goro, Po di Goro, Valle Dindona, Foce del Po di Volano                             |          | IT4060005          | 4872                 | 44°48′36″N 12°19′19″E       | È anche SIC. Quasi integralmente compresa nel Parco regionale del Delta del Po dell'Emilia-Romagna                        |
| Saline di Cervia                                                                            |          | IT4070007          | 1096                 | 44°15′06.12″N 12°19′50.88″E | È anche SIC |
| San Genesio                                                                                 |          | IT4020024          | 277                  | 44°54′40.45″N 10°11′11.6″E  | |
| Sassi di Roccamalatina e di Sant'Andrea                                                     |          | IT4040003          | 1198                 | 44°23′34″N 10°56′36″E       | È anche SIC. Completamente inclusa nel Parco regionale dei Sassi di Roccamalatina                                         |
| Sassoguidano, Gaiato                                                                        |          | IT4040004          | 2419                 | 44°17′26″N 10°50′43″E       | È anche SIC |
| Siepi e Canali di Resega - Foresto                                                          |          | IT4040016          | 150                  | 44°54′43.49″N 10°53′55.76″E | |
| Torrazzuolo                                                                                 |          | IT4040010          | 132                  | 44°41′28″N 11°05′31″E       | È anche SIC |
| Val d'Ozola, Monte Cusna                                                                    |          | IT4030004          | 4878                 | 44°17′27″N 10°22′30″E       | È anche SIC |
| Valle Bertuzzi, Valle Porticino - Canneviè                                                  |          | IT4060004          | 2691                 | 44°47′15″N 12°13′11″E       | È anche SIC |
| Valle del Mezzano                                                                           |          | IT4060008          | 18866                | 44°41′03.66″N 11°59′57.25″E | |
| Valle delle Bruciate e Tresinaro                                                            |          | IT4040017          | 1100                 | 44°51′12.42″N 10°51′45.8″E  | |
| Valle di Gruppo                                                                             |          | IT4040015          | 1456                 | 44°51′20.65″N 10°55′11.2″E  | |
| Valli di Argenta                                                                            |          | IT4060001          | 2904                 | 44°35′18.96″N 11°49′28.92″E | È anche SIC |
| Valli di Comacchio                                                                          |          | IT4060002          | 16781                | 44°37′09.84″N 12°10′41.16″E | È anche SIC. Quasi integralmente compresa nel Parco regionale del Delta del Po dell'Emilia-Romagna                        |
| Valli di Novellara                                                                          |          | IT4030015          | 1982                 | 44°53′30.84″N 10°45′20.16″E | È anche SIC |
| Valli Mirandolesi                                                                           |          | IT4040014          | 2726                 | 44°54′14.97″N 11°12′14.25″E | È anche SIC |
| Vena del Gesso Romagnola                                                                    |          | IT4070011          | 5538                 | 44°15′57.96″N 11°38′51″E    | È anche SIC. Si sovrappone al 96% con il Parco regionale della Vena del Gesso Romagnola                                   |
| Vene di Bellocchio, Sacca di Bellocchio, Foce del Fiume Reno, Pineta di Bellocchio          |          | IT4060003          | 2244                 | 44°36′27″N 12°15′41″E       | È anche SIC |
| Versanti occidentali del Monte Carpegna, Torrente Messa, Poggio di Miratoio                 |          | IT4090006          | 2139                 | 43°48′00″N 12°16′00.12″E    | È anche SIC |

Legenda
Il codice alfanumerico Natura 2000 individua anche la provincia in cui si trova la superficie maggiore dell'area (alcune aree coinvolgono più province)
- IT401 - PC
- IT402 - PR
- IT403 - RE
- IT404 - MO
- IT405 - BO
- IT406 - FE
- IT407 - RA
- IT408 - FC
- IT409 - RN